# Darwin (rivista)
Darwin è stata una rivista di divulgazione scientifica bimestrale italiana, nata nel 2004 e pubblicata in proprio dall'Editoriale Darwin fino al 2012. La rivista era finanziata dalla Fondazione Umberto Veronesi e dalla Fondazione Silvio Tronchetti Provera.
Oltre che alla divulgazione scientifica in senso stretto, la rivista si dedicava al tema dei rapporti fra scienza e società. A partire dal primo numero, Darwin ha trattato argomenti di attualità (quali la ricerca sulle cellule staminali) prendendo apertamente posizione nel dibattito etico-politico.